# 薄叶桤叶树
薄叶桤叶树（学名：Clethra cavaleriei var. leptophylla）为桤叶树科桤叶树属下的一个变种。

## 扩展阅读
- 維基物種上的相關：薄叶桤叶树